# Daniela Melchiorre
Daniela Melchiorre (Roma, 12 maggio 1970) è un magistrato e politica italiana, ex sottosegretario di Stato alla Giustizia del Governo Prodi II ed ex sottosegretario di Stato allo Sviluppo economico nel Governo Berlusconi IV.

## Biografia
Ottiene la maturità classica presso l'Istituto Di Cagno Abbrescia dei Padri Gesuiti e si laurea con lode in giurisprudenza a Bari. Diviene avvocato amministrativista.
Nel 1998 entra nella magistratura militare, lavorando come sostituto procuratore militare della Repubblica a Verona e, successivamente, a Torino.

## Carriera politica
È stata presidente provinciale de La Margherita di Milano, poi vice-segretario regionale della Lombardia e quindi componente della direzione nazionale.

### Sottosegretario alla giustizia del governo Prodi II
Il 18 maggio 2006 è nominata, come tecnico in quota Liberal Democratici di Lamberto Dini, Sottosegretario di Stato alla Giustizia nella XV Legislatura sotto il ministro della giustizia Clemente Mastella nel Governo Prodi II fino al 19 marzo 2008, quando accetta la candidatura alle elezioni politiche del 2008 nelle liste del Popolo della Libertà.
Dell'attività istituzionale si ricordano in particolare:
- la gestione[2][3] dell'incidente seguito al mancato rimpatrio di una bambina proveniente dalla Bielorussia, trattenuta da una coppia di coniugi italiani durante un soggiorno in Italia con la motivazione di volerla sottrarre a presunti abusi in patria. Tale vicenda, sottoposta a eccezionale attenzione mediatica, si conclude con il rimpatrio del minore e con la pronuncia[4] della Corte europea dei diritti dell'uomo che in data 15 maggio 2007 riconosce la correttezza e la legittimità dell'azione del governo italiano.
- l'opposizione[5] al ministro Clemente Mastella in merito agli effetti della legge sull'indulto approvata dal Parlamento il 29 luglio 2006. Sulla base dei dati ottenuti dal Dipartimento dell'amministrazione penitenziaria del Ministero della giustizia, Daniela Melchiorre contesta i dati rilasciati dal ministro, ritenendo che il numero dei detenuti che avrebbero beneficiato dell'indulto sarebbe stato assai maggiore di quello inizialmente previsto; in seguito a questo episodio il 16 novembre le vengono ritirate le deleghe[6], restituite pochi giorni più tardi.

Il 16 luglio 2007 Daniela Melchiorre promuove la fondazione dell'associazione "Milano in Rosa" attiva sul territorio milanese, di cui è Presidente onorario. 

### Presidente dei Liberal Democratici
Il 1º ottobre 2007 partecipa alla fondazione dei Liberal Democratici Riformisti e, dal 5 giugno 2008, è il presidente del partito.
Il 22 aprile 2008 viene eletta deputato della XVI Legislatura nella lista del Popolo della Libertà presso la XIX Circoscrizione.
Il 21 luglio 2008 esce dalla coalizione per passare al Gruppo misto.
Nella stessa occasione viene eletta vice-presidente del Gruppo misto e designata portavoce della componente Liberal Democratici-Repubblicani.
Dal 21 maggio 2008 è membro della II Commissione (Giustizia) alla Camera e dal 31 marzo 2009 partecipa alla Commissione bicamerale di inchiesta sulle attività illecite connesse al ciclo dei rifiuti.
Il 17 novembre 2008 annuncia il passaggio dei Liberal Democratici Riformisti all'opposizione e in occasione del voto di fiducia del 14 gennaio 2009 esprime il voto contrario ricordando, tra l'altro, il successo nella lotta all'evasione fiscale condotta dal precedente governo Prodi.
Alle elezioni europee del 2009 si presenta capolista in tutte le circoscrizioni per "LD con Melchiorre", lista composta dai Liberal Democratici Riformisti e dal Movimento Associativo Italiani all'Estero (MAIE), con l'appoggio anche del Movimento Europeo Diversabili Associati e del Fronte Verde Ecologisti Indipendenti. Con lo 0,23 per cento, risulterà (con esclusione delle liste di minoranze linguistiche) la lista meno votata durante la tornata elettorale.
Alle elezioni regionali del 2010 Melchiorre e il suo gruppo scelgono di aderire come Liberal Democratici per il Rinnovamento all'Unione di Centro, sancendo così il loro ingresso nella Costituente di Centro.
Il 14 settembre 2010 Melchiorre e i Liberal Democratici scelgono di non votare la fiducia al Governo.
Il 2 dicembre 2010 firmano insieme a FLI, UDC, ApI e MPA una mozione di sfiducia nei confronti del Governo Berlusconi IV.
Il 14 dicembre 2010 vota a favore della mozione di sfiducia al Governo Berlusconi IV.
Il 15 dicembre Melchiorre e i Liberal democratici annunciano la confluenza nel "Polo della Nazione",insieme a FLI, UDC, MpA, ApI, PLI e i repubblicani di Giorgio La Malfa.
A seguito dell'abbandono di Maurizio Grassano, passato ad Iniziativa Responsabile, i Liberal Democratici hanno formato un gruppo in comune con il repubblicano Giorgio La Malfa.
In data 4 dicembre 2012 la Camera dei Deputati ha approvato all'unanimità la proposta di legge n.1439 "Disposizioni in materia di cooperazione dello Stato italiano con la Corte penale internazionale" di cui l'on. Melchiorre è primo firmatario, divenuta legge n.237 del 20 dicembre 2012, pubblicata sulla Gazzetta Ufficiale della Repubblica Italiana n.6 dell'8 gennaio 2013.

### Sottosegretario allo sviluppo economico del governo Berlusconi IV
Il 5 aprile 2011 la Camera dei deputati chiede di sollevare conflitto di attribuzione sul procedimento a carico del premier Silvio Berlusconi riguardante i reati di concussione e prostituzione minorile nell'inchiesta Rubygate. I due esponenti liberal democratici, Daniela Melchiorre e Italo Tanoni, insieme ad Aurelio Misiti, votano insieme alla maggioranza decretando l'uscita dal Nuovo Polo per l'Italia e dall'opposizione.
Il 5 maggio 2011 viene nominata sottosegretario di Stato al Ministero dello sviluppo economico del Governo Berlusconi IV: così i Liberal Democratici passano dal sostegno esterno a dare l'appoggio interno al Governo..
Il 27 maggio 2011 rassegna le dimissioni dall'incarico, sottolineando di non essersi mai insediata.
Resta parlamentare fino al marzo 2013. Il 30 maggio dello stesso anno rientra nella magistratura militare, come giudice del tribunale militare di Roma.